# Drepanosticta dorcadion
Drepanosticta dorcadion är en trollsländeart som beskrevs av Maurits Anne Lieftinck 1949. Drepanosticta dorcadion ingår i släktet Drepanosticta och familjen Platystictidae. Inga underarter finns listade i Catalogue of Life.